# Château de Chalais
Le château de Chalais s'élève sur un éperon rocheux, entre la Tude et la Viveronne, d'où il domine la ville de Chalais (Charente).

## Historique
Le château est attesté dès le XIe siècle : Hélie, seigneur de Chalais, est présent à la consécration de l'abbaye aux Dames de Saintes.
Agnès de Chalais, seule descendante, épouse Hélie de Talleyrand et les Talleyrand prennent au XIIIe siècle le titre de princes de Chalais.
Durant la guerre de Cent Ans, le château est occupé par les Anglais. Quand Jacques de Chabannes, lieutenant de Charles VII, le reprend le 17 juin 1453, juste un mois avant la bataille de Castillon et le retrait définitif des Anglais de la Guyenne, il le démantèle.
Durant les guerres de Religion, en 1587, le duc de Joyeuse y a campé, avant la bataille de Coutras face aux protestants où il a perdu la vie.
François de Talleyrand le fait rebâtir au début du XVIe siècle ; seule une tour carrée du XIVe siècle avait subsisté. De cette construction subsistent aujourd'hui le châtelet d'entrée et le corps de bâtiment principal.
Françoise de Montluc, fille du maréchal Blaise de Montluc, s'y retire après la disgrâce de sa famille à la suite de l'affaire de Chalais (la condamnation pour crime de lèse-majesté et l'exécution d'Henri de Talleyrand, comte de Chalais âgé de 27 ans, en 1626 par un bourreau novice). Elle lance un programme de travaux de grande envergure dont subsiste, à l'intérieur du château, sa chapelle privée.
Le célèbre homme politique Talleyrand y séjourna dans sa jeunesse, entre 1758 et 1761. Il y était reçu par son arrière-grand-mère, Marie-Françoise de Rochechouart-Mortemart, princesse de Chalais,.
À la Révolution, le prince de Chalais n'émigre pas. Il fut seulement emprisonné comme suspect, et conserva ses domaines.
Quand il meurt en 1883, Hélie-Louis-Roger de Talleyrand, son descendant, dernier prince de Chalais de la maison de Talleyrand, lègue le château aux hospices de la ville de Chalais, en créant un asile de vieillards au château même. Le produit de la vente des tapisseries du château en 1896 fut versé à cet hospice.
En 2011, les hospices mettent le château en vente, faute de moyens suffisants pour y réaliser les travaux nécessaires. Le monument est acheté fin 2011 par une personnalité du spectacle et de la télévision, l'imitateur Yves Lecoq, qui est un passionné des vieilles pierres et n'en est pas au sauvetage de son premier château.
De nombreux travaux ont été réalisés depuis cet achat, dont les plus spectaculaires sont la réfection à neuf d'une grande partie des toitures et la restauration des parties hautes du donjon, avec la restitution du chemin de ronde.
Remeublé, le château est désormais ouvert à la visite du public pendant l'été, chaque après-midi, sauf le lundi.
En novembre 2022, Yves Lecoq annonce la mise en vente du château de Chalais.

### Protection
Le château bénéficie d'une double protection aux monuments historiques : depuis une inscription le 4 septembre 2002 pour l'ensemble des bâtiments bâtis et un classement le 1er avril 2003 pour le châtelet d'entrée.

## Architecture
L'entrée se fait par une double porte piétonne et cochère percée dans un pavillon qui a gardé son pont-levis.
Les bâtiments forment un quadrilatère avec une aile nord rebâtie vers 1880, une façade du XVIe siècle, une grosse tour carrée rebâtie à la même époque. Les toitures ont été mansardées au XVIIe siècle.

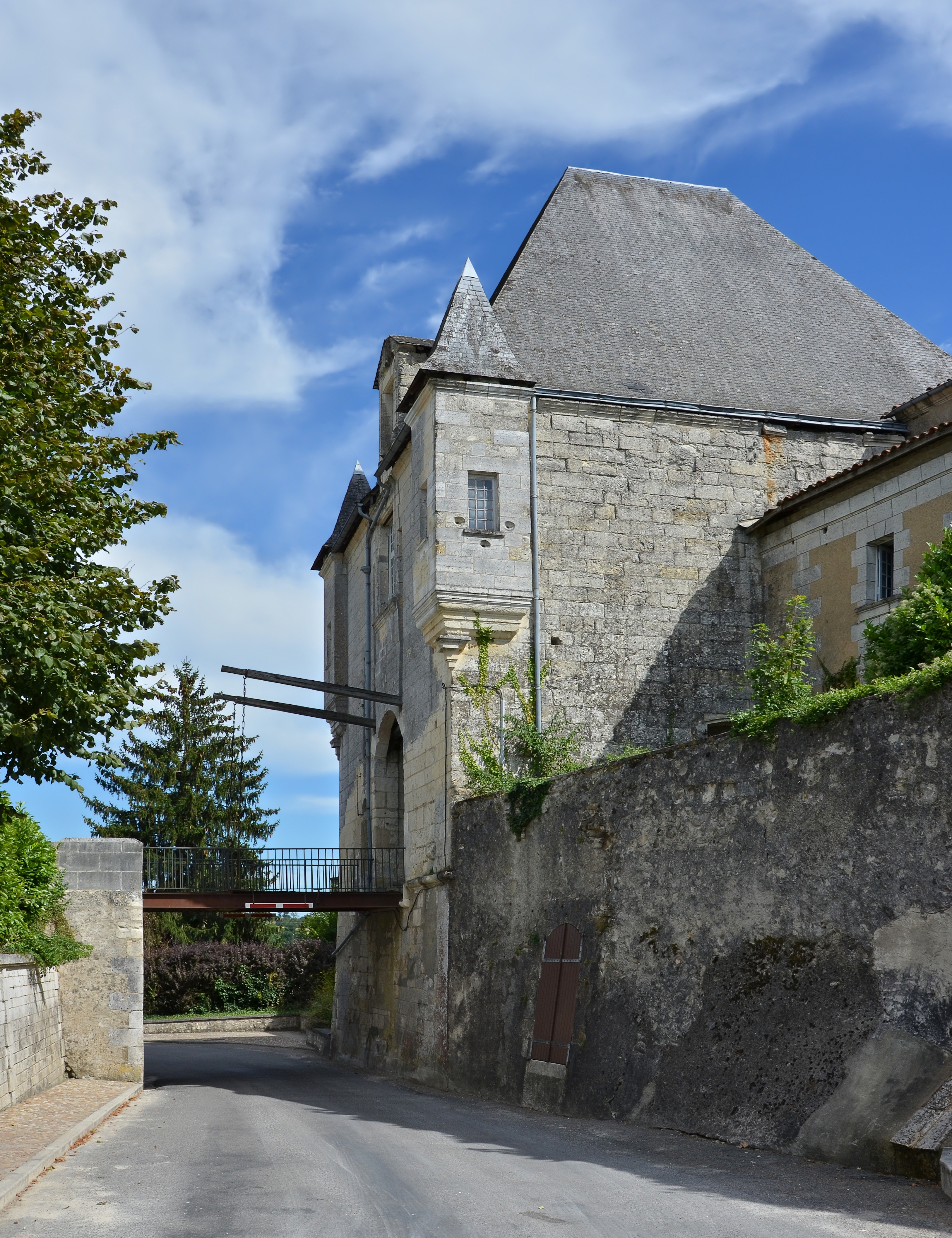
Le pont-levis et l'entrée.
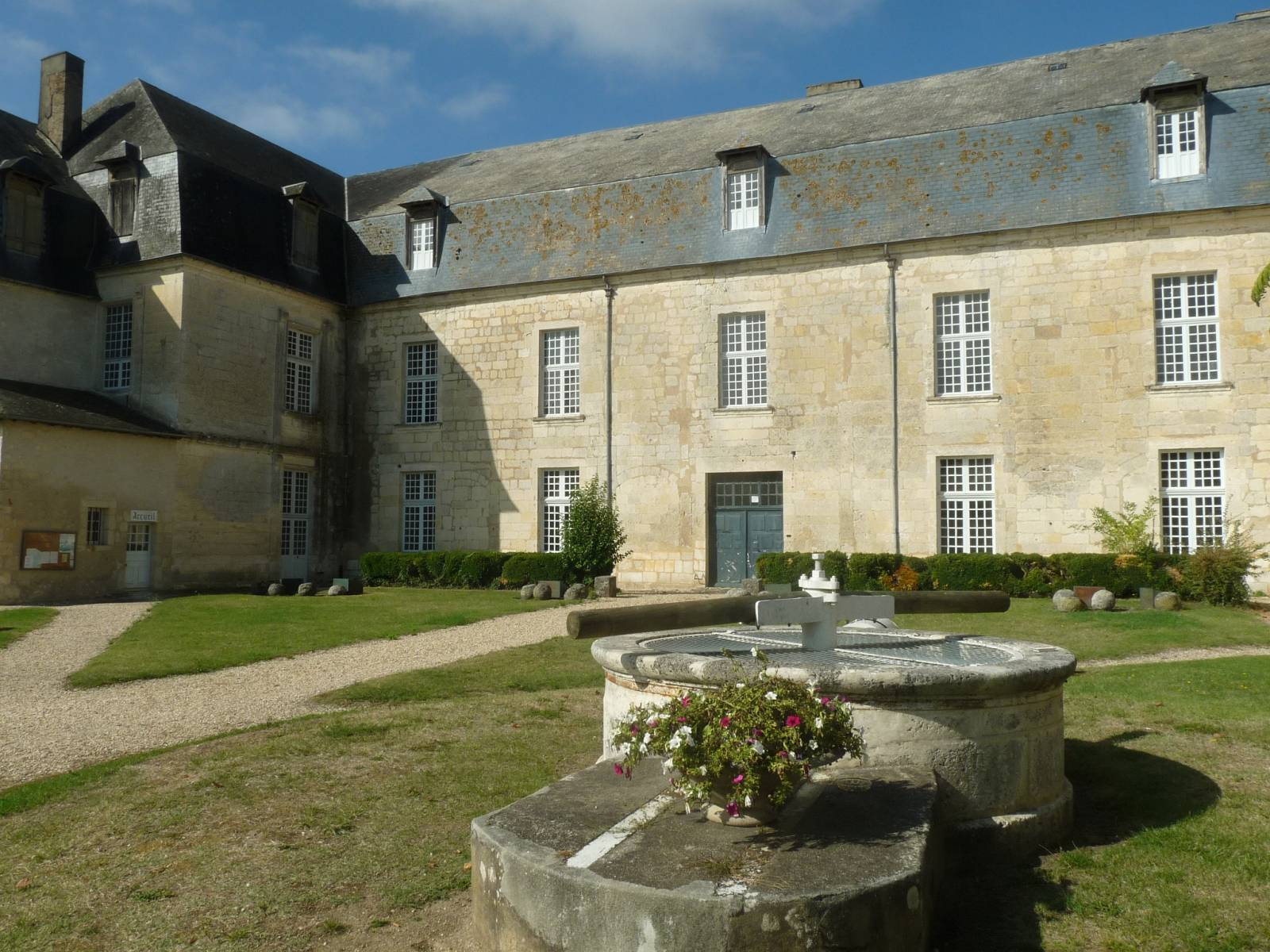
La cour intérieure.
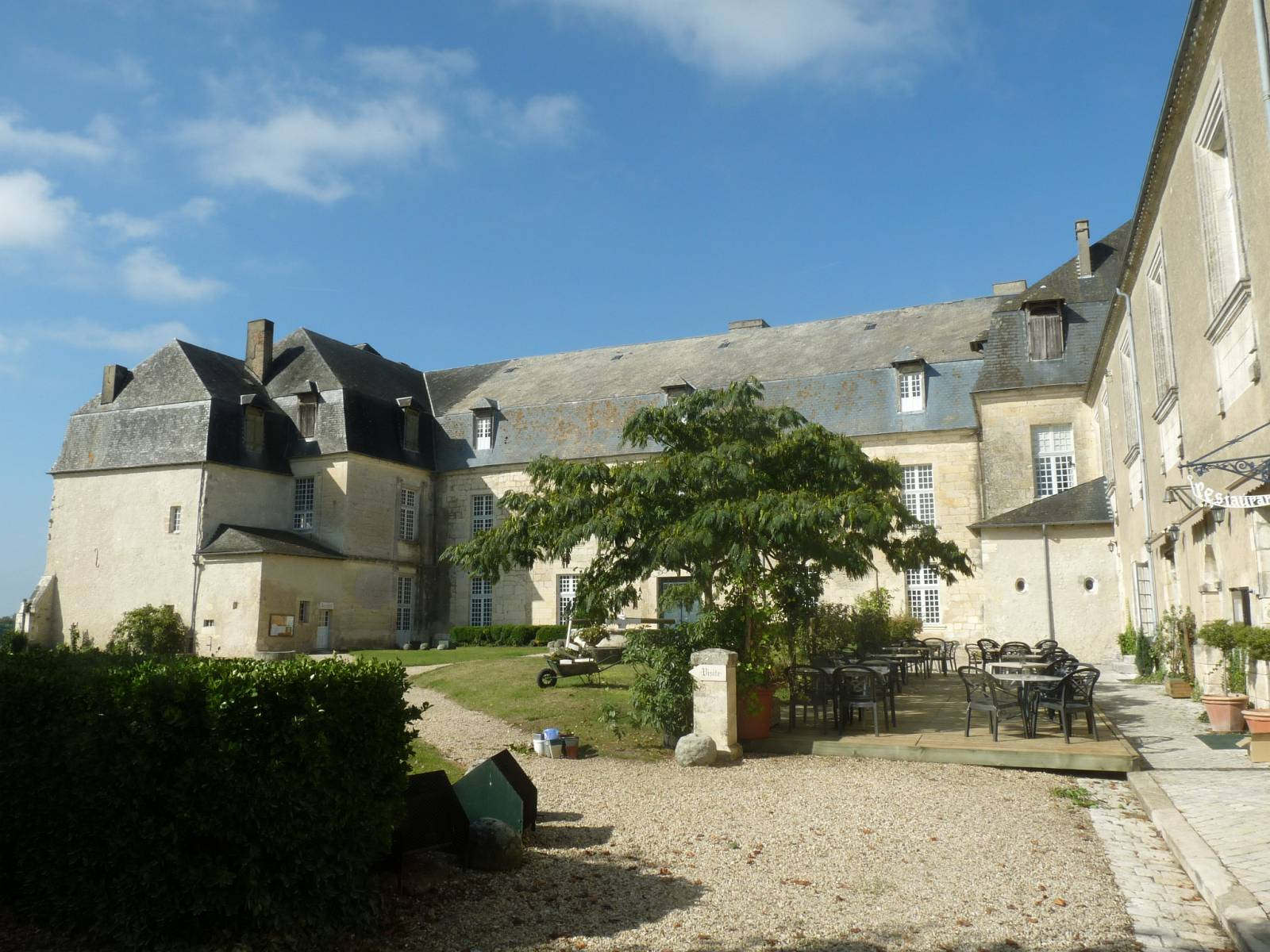
L'aile nord.